# Maximilian Njegovan
Maksimilijan (Maximilian) Njegovan (Zagreb, 31. listopada 1858. – Zagreb, 1. srpnja 1930.), hrvatski admiral u Austro-ugarskoj ratnoj mornarici. Tijekom druge polovice Prvog svjetskog rata (1917. – 1918.) bio je zapovjednik Austro-ugarske mornarice. Jedini je Hrvat koji je služio na toj dužnosti te jedini koji je dosegao čin punog admirala za vrijeme čitavog postojanja mornarice.

## Životopis
Rođen je 1858. u Zagrebu u brojnoj obitelji austro-ugarskog vojnog službenika. Brat Viktor (1860. – 1925.) bio je general austro-ugarske vojske. Nakon nekoliko godina obitelj seli u Gospić gdje Maksimilijan završava osnovnu školu. Godine 1873. upisuje se na Pomorsku akademiju u Rijeci. Diplomira kao prvi u klasi i postaje kadet 1877. te na brodu Dandolo putuje iz Pule u Južnu i Sjevernu Ameriku. Vraća se s krstarenja u Pulu 1878., gdje nastavlja profesionalnu karijeru u ratnoj mornarici. Nakon što je položio časnički tečaj za torpeda na brodu Alpha, 1893. prvi put samostalno zapovijeda torpednim brodom Condor. Na brodu Kaiser Franz Josef godine 1897. putuje na Daleki Istok kao časnik za navigaciju. Između 1898. i 1905. radi na Pomorskoj akademiji u Rijeci kao predavač. Zapovijeda brodovima Nautilus, Schwarzenberg i Budapest (do 1907.). Potom je do 1909. bio načelnik stožera zapovjedniku mornarice Montecuccoliju, njegov pobočnik i šef operative dok je Montecuccoli bio predstojnik ureda za mornaricu u Ministarstvu rata. Imenovan je za kontraadmirala 1911., a 1913. promaknut je u čin viceadmirala. Kao zapovjednik eskadre 1913. vodi pomorsku blokadu Crne Gore i radi kao predstavnik Mornarice u Skadru. Kao viceadmiral predsjeda Mornaričkim tehničkim komitetom u Puli 1913. – 1914.

## Prvi svjetski rat
Po izbijanju Prvog svjetskog rata 1914. preuzima zapovjedništvo nad I. eskadrom brodova na Tegethoffu. Kad je Italija objavila rat Austro-Ugarskoj 1915., Njegovan vodi eskadru u napad na Anconu odmah po objavi rata, u noći s 23. na 24. svibnja. Bombardiranje Ancone, željezničke pruge i infrastrukturnih i vojnih ciljeva imalo je veliki učinak na sposobnost talijanske obrane jadranske obale te taktičko prebacivanje snaga, kao i veliki psihološki učinak. Za tu akciju bio je odlikovan.

### Zapovjednik mornarice
Poslije iznenadne smrti admirala flote Antona Hausa, 8. veljače 1917. imenovan je zapovjednikom flote i zapovjednikom austrougarske ratne mornarice. U travnju iste godine promaknut je u čin admirala te je imenovan i na položaj predstojnika ureda za mornaricu u Ministarstvu rata. Za pokušaj proboja Otrantske baraže 14. – 15. svibnja 1917. odlikovan je velikim križem reda željezne krune. Admiral Njegovan nastavio je strategiju svog prethodnika, admirala Hausa, čuvanja glavnine pomorskih snaga konceptom "flote u postojanju", vezujući talijanske snage, odvraćajući prijetnju neprijateljskog napada i ne riskirajući veliku pomorsku bitku. Posebno je radio na opremanju ratne luke u Boki kotorskoj kako bi postala podmornička baza. Zalagao se i za ambiciozniji i užurbaniji program gradnje podmornica. No, Njegovan nije uspio smiriti međuetničke napetosti na pojedinim bojnim brodovima te utjecaj socijalističkih i nacionalističkih ideja na mornare. Nakon što su u srpnju 1917. mornari i lučki radnici u Puli štrajkali zbog monotone ishrane i malih porcija hrane, Njegovan ih je odlučio primiriti i blago kazniti. Još veći i nerješivi problem s kojim se Njegovan susretao je nedostatak goriva, ugljena, hrane i ostalog materijala. Kako bi ukazao na doprinos mornarice u ratu te lobirao za više sredstava i pozornosti vlasti (pogotovo u Ugarskoj), osnovao je tiskovni ured mornarice koji je organizirao izložbe u Budimpešti i Beču, tiskao promidžbene materijale itd. Tijekom 1917. godine u više navrata Karlo I. Austrijski i njemački car Vilim II. pokušavaju nagovoriti Njegovana na teško izvodivu invaziju flotom na Veneciju unatoč svim problemima, čemu se Njegovan tvrdokorno opirao, te je tako pao u nemilost obojice careva. Prigodom ofenzive Centralnih sila na talijanskom bojištu u prosincu 1917. Njegovan nije značajnije koordinirao sa stožerom vojske te je mornarica djelovala ograničeno u podršci nastupajućih snaga. Prilika za smjenu admirala bila je pobuna mornara u Boki kotorskoj, prilikom koje se ukazala potreba za energičnijim zapovjednikom mornarice. Njegovan je poslao eskadru brodova iz Pule u Kotor kako bi ugušili pobunu, dajući zapovjedniku Seidensacheru široke ovlasti koristiti sva sredstva koja bude smatrao potrebnima. Poslije pobune car Karlo imenovao je admirala flote, nadvojvodu Stjepana Karla istražiteljem kako bi ispitao okolnosti koje su dovele do pobune te rješenja situacije. Karlo Stjepan predložio je čistku u organizaciji mornarice (ocijenivši da u zapovjedništvu vlada "starost, slabost i letargija") i postavljanje Miklósa Horthyja za glavnoga zapovjednika. Njegovan je smijenjen sa zapovjednih dužnosti 27. ožujka, a na njegovo mjesto je postavljen dotad kapetan bojnog broda Miklos Horthy. Kompromisno bilo je objavljeno da je umirovljen na vlastiti zahtjev. Umirovljen je 1. ožujka 1918. ukazom cara i kralja Karla kojim mu je istovremeno dodijeljen veliki križ Leopoldovog reda s ratnim odlikovanjem za "dugogodišnju, izvanrednu službu."

## Mirovina
Nakon smjene 1918., Njegovan odlazi u mirovinu te je provodi u glavnoj ratnoj luci Puli. Po nekim izvorima, u mirovini je retroaktivno promaknut u čin admirala flote (njem. Großadmiral),[nedostaje izvor] što drugi izvori opovrgavaju. Nakon kraja rata, raspada Monarhije i talijanske okupacije Istre kratko vrijeme je živio u Veneciji i Beču, a zatim se preselio u Zagreb. Preminuo je nakon kraće bolesti 1. srpnja 1930. u Zagrebu, u vojnoj bolnici na Kunišćaku. 3. srpnja na zagrebačkom groblju Mirogoj pokopan je po katoličkom obredu, uz sve državne i vojne počasti te puščane i plotune bitnica topništva. Sprovodu su prisustvovali brojni visoki časnici, austrougarski veterani i suborci te mađarski veleposlanik kao Horthyjev izaslanik.

## Odlikovanja
Admiral Njegovan je tijekom službe odlikovan brojnim k. u k. odličijima. Već do 1913. kao kontraadmiral imao je odličje Željezne krune 3. stupnja (Orden der Eisernen Krone), koje se dodjeljivalo za iznimne vojne i civilne zasluge. Nositelju toga odličja pripadao je i počasni naziv vitez. Ovo visoko, drugo po redu vojno odličje, bilo je Njegovanu potvrđeno kad je 15. svibnja 1917. poslije bitke kod Otranta primio i Veliki križ Reda željezne krune, što je bio prvi stupanj toga odličja. Primio je i odličje Reda Leopolda za napad na Anconu. To treće po važnosti austrougarsko odličje Njegovanu je potvrđeno pri umirovljenju.
Osim tih odličja, admiral Njegovan tijekom svoje vojničke službe primio je i Vojni križ za zasluge (Militärverdienstkreutz), koji su mogli dobiti samo časnici za iznimne zasluge. Potom, primio je i Brončanu medalju za vojničke zasluge s crvenim rubom, te časničku oznaku za vojničku službu 3. stupnja, koja je označavala 25-godišnju časničku službu. Kao djelatni časnik dobio je i Brončanu jubilarnu spomenicu za oružane snage iz 1898., Vojnički jubilarni križ iz 1908., kao i prusko odličje Crvenoga orla 2. stupnja, grčko Odličje osloboditelja, kinesko odličje Dvostrukog zmaja 2. stupnja, te Medschidie Orden, tursko odličje 3. stupnja sa sabljama Osmanlijskog carstva. Njega su mogli dobiti admirali, kao i španjolsko odličje Merito Naval 3. stupnja.
| Red Željezne krune 3. stupnja                             |
| Red Željezne krune 1. stupnja                             |
| Red Leopolda                                              |
| Vojni križ za zasluge                                     |
| Oznaka za vojnu službu                                    |
| Brončana medalja za vojne zasluge                         |
| Jubilarna spomenica 1898.                                 |
| Jubilarni križ 1908.                                      |
| Prusko odličje Crvenog orla 2. stupnja (Njemačko Carstvo) |
| Odličje osloboditelja (Grčka)                             |
| Odličje Dvostrukog zmaja 2. stupnja (Kina)                |
| Medschidie Orde 3. stupnja (Osmanlijsko Carstvo)          |
| Merito Naval 3. stupnja (Kraljevina Španjolska)           |

## Naslijeđe
Njegovo ime nalazi se na ploči kojom se odaje počast svim admiralima koji su diplomirali na nekadašnjoj Mornaričkoj akademiji u Rijeci. Na pročelju bivše akademije, danas zgradi bolnice, otkrio ju je hrvatski predsjednik Ivo Josipović na Dan mornarice 2011.

## Vanjske poveznice
- Opušteni car Karlo i admiral Njegovan  Arhivirana inačica izvorne stranice od 14. studenoga 2016. (Wayback Machine), KuK Marine Museum, Novigrad
- Gross-Admiral Maximilian Njegovan at geocities.com
- First World War.com - Who's Who - Maximilian Njegovan at firstworldwar.com
- Njegovan, Maksimilijan Hrvatska tehnička enciklopedija, portal hrvatske tehničke baštine. LZMK

| vojne službe                                 | vojne službe                                                            | vojne službe                    |
| -------------------------------------------- | ----------------------------------------------------------------------- | ------------------------------- |
| prethodnik Anton Haus                        | zapovjednik Austrougarske ratne mornarice veljača 1917. – veljača 1918. | nasljednik Miklós Horthy (v.d.) |
| prethodnik Anton Haus                        | zapovjednik flote veljača 1917. – veljača 1918.                         | nasljednik Miklós Horthy        |
| prethodnik Karl Kailer von Kaltenfels (v.d.) | načelnik Mornaričke sekcije travanj 1917. – veljača 1918.               | nasljednik Franz von Holub      |